# Monastero di San Lorenzo (Ammiana)
Il monastero di San Lorenzo era un antico monastero benedettino femminile che sorgeva a Castrazio, centro scomparso della Laguna Veneta settentrionale. Sorgeva nella zona dell'attuale Motta di San Lorenzo.
Non è ben chiaro quando fu fondato. Secondo il Chronicon Gradense (X-XI secolo), la chiesa fu innalzata dalle famiglie dei Frauduni e dei Villarieni Mastalici, ma è probabile che il monastero le si sia affiancato più tardi, forse attorno al X secolo. In questo periodo, infatti, si verificò la tendenza a fondare cenobi nelle aree più degradate della laguna per recuperarle e favorirne il ripopolamento (esempi del genere sono il monastero di San Giacomo in Paludo e il vicino monastero dei Santi Felice e Fortunato).
Rappresentava una delle più importanti istituzioni, sia spirituali che temporali, della zona e da esso dipendevano i conventi di San Marco, dei SS. Apostoli Filippo e Giacomo e di Sant'Angelo, situati ad Ammiana, il cenobio dei SS. Andrea e Giacomo, nella contrada di Ammianella, e le chiese dei SS. Massimo e Marcelliano e dei SS. Sergio e Bacco di Costanziaco. Per questo motivo non mancavano i contrasti con il vicino monastero dei SS. Felice e Fortunato.
Più tardo del complesso era un castrum bizantino che aveva finito per inglobare lo stesso San Lorenzo; castello e monastero erano collegate all'isola di Ammiana tramite un ponte.
Come tutta la laguna settentrionale, queste zone cominciarono a decadere nel basso medioevo, cosa confermata da svariati documenti: in una donazione del vescovo di Torcello (1279) erano assegnati all'abbazia dei terreni siti "dove stava la chiesa di San Massimo con il suo campanile"; sempre nel XIII secolo si ricorda che nella località si estraeva materiale edile recuperato dalle antiche rovine.
Una breve di papa Eugenio IV (12 luglio 1438) sanciva l'unione del monastero a Santa Maria degli Angeli di Murano, permettendo così alle religiose di trasferirvisi.
Nella zona di San Lorenzo si è svolta sin dagli anni sessanta una vivace attività archeologica che ha portato alla luce i resti del monastero ma anche di un precedente popolamento (i reperti più antichi risalgono al III secolo).